# Listă de compozitori de muzică cultă: E

## Ea
- David Earl (n. 1951)
- Brian Easdale (1909 - 1995)
- Michael East (în jur de 1580 - 1648)
- Michael Easton (1954 - 2004)
- Thomas Hugh Eastwood (1922 - 1999)
- John Charles Eaton (n. 1935)

## Eb
- Thomas Ebdon (1738 - 1811)
- Johann Georg Ebeling (1637 - 1676)
- Heinrich Carl Ebell (1775 - 1824)
- Petr Eben (n. 1929)
- Horst Ebenhöh (n. 1930)
- Anton Eberl (1765 - 1807)
- Daniel Eberlin (1647 - 1713/15)
- Johann Ernst Eberlin (1702 - 1762)
- Carl Friedrich Ebers (1770 - 1836)
- Carl Eberwein (1786 - 1868)
- Traugott Maximilian Eberwein (1775 - 1831)
- Matthias Ebio (1591 - 1676)
- Wolfgang Ebner (1612 - 1665)

## Ec
- Johannes Eccard (1553 - 1611)
- John Eccles (ca. 1668 - 1735)
- Victorino Echevarría López (1898 - 1963)
- Friedrich Johann Eck (1767 - 1838)
- Johann Gottfried Eckard (1735 - 1809)
- Matthias Eckel (începutul sec. al XVI-lea)
- Sixten Eckerberg (1909 - 1991)
- Sophie-Carmen Eckhardt-Gramatté (1899 - 1974)

## Ed
- Yitzhak Edel (1896 - 1973)
- Johann Friedrich Edelmann (1749 - 1794)
- Helmut Eder (1916 - 2005)
- Erich Eder de Lastra (n. 1933)
- Hermann Edlerawer (activ în jur de 1440-45)
- Lars Edlund (n. 1922)
- Mikael Edlund (n. 1950)
- Swante Edlund (n. 1946)
- Christopher Edmunds (1899 - 1990)
- John Edmunds (1913 - 1986)
- George Edwards (n. 1943)
- Julian Edwards (1855 - 1910)
- Richard Edwards (1524 - 1566)
- Ross Edwards (n. 1943)

## Ee
- Jan van den Eeden (1842 - 1917)
- René Eespere (n. 1953)

## Ef
- Cecil Effinger (1914 - 1990)
- Florin Eftimescu (1919 - 1974)

## Eg
- Klaus Egge (1906 - 1979)
- Arne Eggen (1881 - 1955)
- Erik Eggen (1877 - 1957)
- Joachim Nicolas Eggert (1779 - 1813)
- Moritz Eggert (n. 1965)
- Anne Eggleston (1934 - 1994)
- Grigor Egiazaryan (1908 - 1988)
- Werner Egk (1901 - 1983)
- Johann Heinrich Egli (1742 - 1810)
- Béni Egressy (1814 - 1851)
- Ján Egry (1824 - 1908)
- Manuel de Egüés (1657 - 1729)

## Eh
- Louis Ehlert (1825 - 1884)
- Carl Emil Theodor Ehrenberg (1878 - 1962)
- Abel Ehrlich (1915 - 2003)

## Ei
- Julius Eichberg (1824 - 1893)
- Henry Eichheim (1870 - 1942)
- Bernhard Eichhorn (1904 - 1980)
- Dietrich Eichmann (n. 1966)
- Adelheid Eichner (1760/62 - 1787)
- Ernst Eichner (1740 - 1777)
- Johann Christian Gottlob Eidenbenz (1761 - 1799)
- Konstantin Eiges (1875 - 1950)
- Oleg Eiges (1905 - 1992)
- Richard Eilenberg (1848 - 1925)
- Herbert Eimert (1897 - 1972)
- Sigfús Einarsson (1877 - 1939)
- Gottfried von Einem (1918 - 1996)
- Maija Einfelde (n. 1939)
- Dieter Einfeldt (n. 1935)
- Carl Joseph Einwald (cca. 1679 - 1753)
- Karólina Eiriksdóttir (n. 1951)
- Werner Eisbrenner (1908 - 1981)
- Johann Philipp Eisel (1698 - după 1756)
- Thomas Eisenhut (1644 - 1702)
- Đuro Eisenhuth (1841 - 1891)
- Will Eisenmann (1906 - 1992)
- Max Eisikovits (1908 - 1983)
- Hanns Eisler (1898 - 1962)
- Will Eisma (n. 1929)
- Esteban Eitler (1913 - 1960)

## Ek
- Gunnar Ek (1900 - 1981)
- Jan Ekier (n. 1913)
- Viktor Ekimowsky (n. 1947)
- Hans Eklund (1927 - 1999)
- Makar Grigori Ekmalyan (1856 - 1905)

## El
- Halim El-Dabh (n. 1921)
- Emanuel Elenescu (1911 - 2003)
- Edward Elgar (1857 - 1934)
- Brian Elias (n. 1948)
- Manuel Jirge de Elias (n. 1939)
- Anders Eliasson (n. 1947)
- Bentsion Eliezer (1920 - 1993)
- Heino Eller (1887 - 1970)
- Stephan Elmas (1864 - 1937)
- Jean-Claude Éloy (n. 1938)
- Józef Elsner (1769 - 1854)
- Antoine Elwart (1808 - 1877)
- Herbert Elwell (1898 - 1974)

## Em
- Jens Laursøn Emborg (1876 - 1957)
- Maurice Emmanuel (1862 - 1938)
- Huib Emmer (n. 1951)
- Simon Emmerson (n. 1950)
- František Emmert (n. 1940)

## En
- Juan del Encina (1468 - 1529)
- Adrian Enescu (n. 1948)
- George Enescu (1881 - 1955)
- Paul Engel (n. 1949)
- Hans-Ulrich Engelmann (n. 1921)
- Helmut Engel-Musehold (n. 1956)
- Giuseppe Giorgio Englert (n. 1927)
- Einar Englund (1916 - 1999)
- August Enna (1859 - 1939)
- Manuel Enriquez (1926 - 1994)
- Peter Eötvös (n. 1944)

## Er
- Donald Erb (n. 1927)
- Christian Erbach (în jur de 1570 - 1635)
- Heimo Erbse (n. 1924)
- Susanne Erding (n. 1955)
- Hermann Erdlen (1893 - 1972)
- Dietrich Erdmann (n. 1917)
- Eduard Erdmann (1896 - 1958)
- Arno Erfurth (1908 - 1975)
- Robert Erickson (1917 - 1997)
- Hans-Ola Ericsson (n. 1958)
- Josef Eriksson (1872 - 1957)
- Ferenc Erkel (1810 - 1893)
- Ulvi Cemal Erkin (1906 - 1972)
- Camille Erlanger (1863 - 1919)
- Philipp Heinrich Erlebach (1657 - 1714)
- Erhart Ermatinger (1900 - 1966)
- Federico Ermirio (n. 1950)
- Heinrich Wilhelm Ernst (1814 - 1865)
- Iván Eröd (n. 1936)

## Es
- Peter Escher (n. 1915)
- Rudolf Escher (1912 - 1980)
- Andrej Eschpaj (n. 1925)
- Luis Antonio Escobar (1925 - 1993)
- Hilárion Eslava y Elizondo (1807- 1878)
- Oscar Esplá y Triay (1886 - 1976)
- Heinrich Esser (1818 - 1872)
- Karlheinz Essl (n. 1960)
- Eszterházy Pál (1635-1713)
- Julio Estrada (n. 1943)

## Et
- Jean Ethridge (n. 1943)
- Mariano Etkin (n. 1943)
- Caspar Ett (1788 - 1847)
- Karl Etti (1912 - 1996)
- Akin Euba (n. 1935)

## Ev
- Antiochos Evangelatos (1903 - 1981)
- José Evangelista (n. 1943)
- Franco Evangelisti (1926 - 1980)
- Pierre Even (n. 1946)
- Bernt Kasberg Evensen (n. 1944)
- Kristian Evensen (n. 1953)
- Jury Everhartz (n. 1971)
- Carl Evers (1819 - 1875)
- Robert Evett (1922 - 1975)

## Ey
- Joseph von Eybler (1765 - 1846)
- Jacob van Eyck (cca. 1590 - 1657)
- Eberhard Eyser (n. 1932)
- Edmund Eysler (1874 - 1949)